# Celine
Celine so naselje v Občini Krško.